# Mesonymphes sibirica
Mesonymphes sibirica là một loài côn trùng trong họ Nymphidae thuộc bộ Neuroptera. Loài này được Ponomarenko miêu tả năm 1992.